# Randia tetracantha
Randia tetracantha là một loài thực vật có hoa trong họ Thiến thảo. Loài này được (Cav.) DC. miêu tả khoa học đầu tiên năm 1830.